# Aneta (Dakota del Norte)
Aneta es una ciudad ubicada en el condado de Nelson en el estado estadounidense de Dakota del Norte. En el censo de 2010 tenía una población de 222 habitantes y una densidad poblacional de 86,58 personas por km².

## Geografía
Aneta se encuentra ubicada en las coordenadas 47°40′47″N 97°59′20″O / 47.67972, -97.98889. Según la Oficina del Censo de los Estados Unidos, Aneta tiene una superficie total de 2.56 km², de la cual 2.55 km² corresponden a tierra firme y (0.4%) 0.01 km² es agua.

## Demografía
Según el censo de 2010, había 222 personas residiendo en Aneta. La densidad de población era de 86,58 hab./km². De los 222 habitantes, Aneta estaba compuesto por el 96.85% blancos, el 0% eran afroamericanos, el 0.9% eran amerindios, el 0% eran asiáticos, el 0% eran isleños del Pacífico, el 0% eran de otras razas y el 2.25% pertenecían a dos o más razas. Del total de la población el 0.9% eran hispanos o latinos de cualquier raza.